# Kleine bandzweefvlieg
De kleine bandzweefvlieg (Syrphus vitripennis) is een vliegensoort uit de familie van de zweefvliegen (Syrphidae). De wetenschappelijke naam van de soort is voor het eerst geldig gepubliceerd in 1822 door Meigen.

## Identificatie
Te onderscheiden van andere soorten door een combinatie van onbehaarde ogen en zeer kleine, voornamelijk gele, stekelachtige haartjes aan top van buitenzijde van achterdij. Het vrouwtje is te herkennen aan de bijna geheel zwarte achterdij. 

## Voorkomen in Nederland
De kleine bandzweefvlieg is een algemene soort die in heel België en Nederland voorkomt.